# Kör Yusuf Ziyaüddin Pasha
Kör Yusuf Ziyaüddin Pasha ("Yusuf Ziyaüddin Pasha el Ciego"), también conocido como Yusuf Ziya Pasha (fallecido en 1819), fue un estadista otomano de origen georgiano,  que sirvió dos veces como Gran visir del Imperio otomano en 1798-1805 y 1809-1811. Antes, entre y después de su mandato como gran visir, ocupó numerosos puestos como gobernador de varias provincias y distritos de todo el imperio. Como gran visir, comandó las fuerzas terrestres otomanas contra el ejército francés en la reconquista otomana de Egipto y más tarde sirvió como comandante en las guerras otomanas con el Imperio ruso.

## Primeros años y carrera
Se desconoce la fecha de nacimiento de Kör Yusuf. Era de origen georgiano. Como resultado de un accidente mientras jugaba jabalina, quedó ciego de un ojo, de ahí su nombre Kör ("Ciego"). Kör Yusuf era conocido por su fatalismo y piedad, así como por ser un comandante competente. Comenzó su carrera como empleado del gobierno y luego como intendente de minas. Fue ascendido al rango de vizir y fue nombrado gobernador del Eyalato de Diyarbekir en 1793, luego del Eyalato de Erzurum en 1794 y del Eyalato de Childir y el Eyalato de Trebisonda en 1796. [3]

## Gran visir

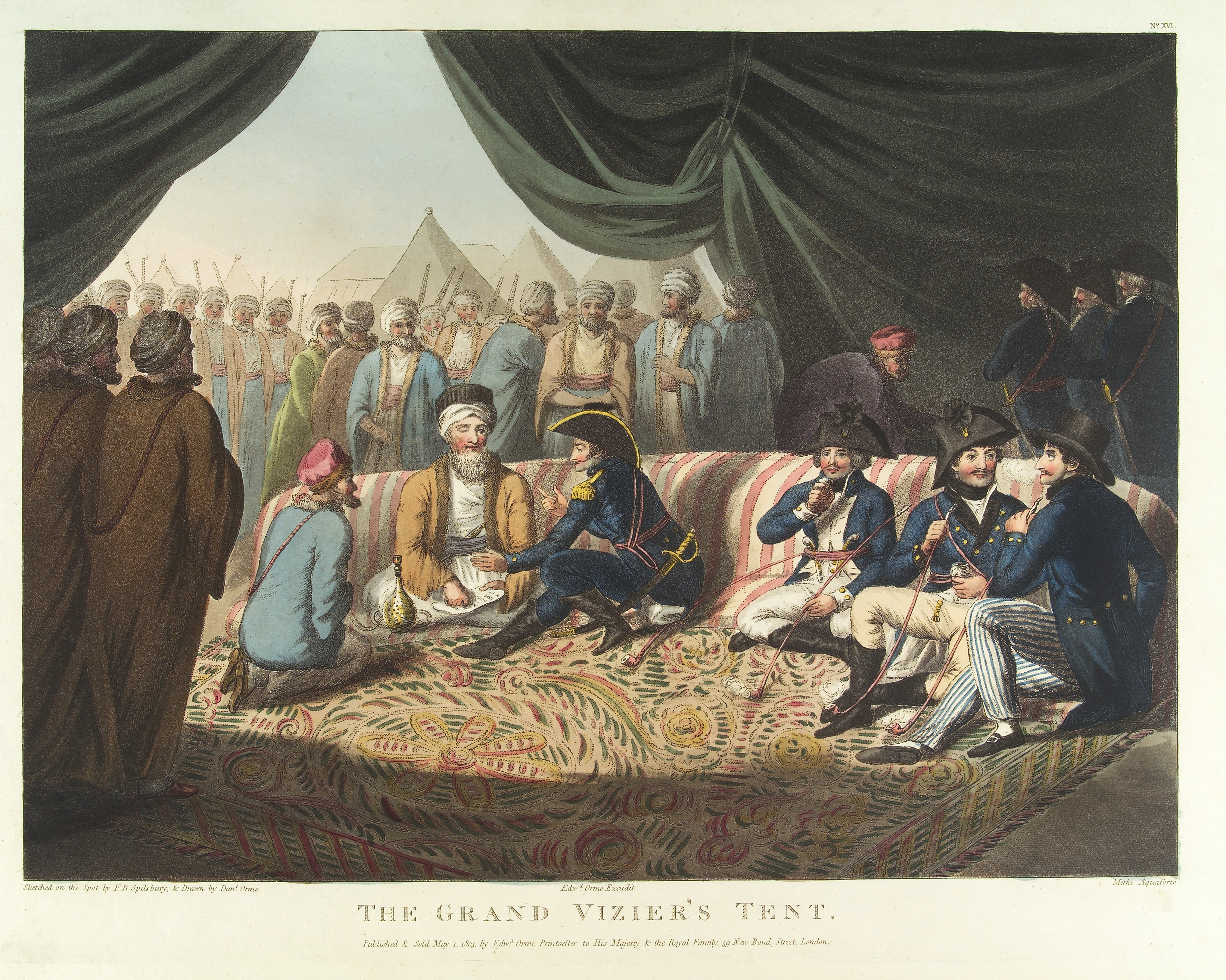
La figura principal es el visir, aplicando su sello al firman que nos autorizó a proceder a Jerusalén. A la derecha está Sir Sidney Smith; junto a él está el Sr. Spurring; y, como espectador, el Sr. Spilsbury. En primer plano, a la izquierda, están algunos de los grandes oficiales del Visir, con, como de costumbre, el guardia parado en la puerta de la tienda.

Kör Yusuf fue nombrado gran visir el 25 de octubre de 1798 durante el sultanato de Selim III. Estuvo involucrado en los asuntos tanto del gobierno central como de las provincias periféricas. Durante su primer mandato, él y sus hijos, Mehmet Beg y Sabit Yusuf Beg, compraron numerosas granjas fiscales en el Eyalato de Diyarbekir, y Kör Yusuf también poseía la mitad de la refinería de cobre en la ciudad de Diyarbakır.
En 1799, a Kör Yusuf se le asignó el mando de una fuerza terrestre otomana movilizada en Üsküdar para reafirmar el control otomano sobre Egipto y expulsar a las fuerzas francesas que ocuparon esa provincia durante la campaña francesa en el Imperio otomano. En la movilización inicial, el ejército de Kör Yusuf estaba formado por 15 000 soldados, pero después de reclutar soldados de Alepo y Damasco, el número aumentó a 25 000 cuando el ejército otomano llegó a Egipto desde su punto de concentración en Gaza. Los Arnauts conformaban el componente más grande de las fuerzas de Kör Yusuf y eran propensos a rebelarse. Otros componentes incluían una caballería de 5000 hombres y un contingente de jenízaros. En enero de 1800, Kör Yusuf firmó la Convención de al-Arish con el general francés Jean Baptiste Kléber y el almirante británico Sidney Smith, que pidió la evacuación de las fuerzas francesas de Egipto. Sin embargo, el conflicto se reanudó y las fuerzas de Kléber derrotaron al ejército otomano y a las fuerzas aliadas mamelucas en Heliópolis en marzo. Kléber fue asesinado a mediados de junio y, tras las victorias de la alianza otomana-británica, los franceses fueron derrotados en diciembre de 1801.
Cuando Kör Yusuf entró en El Cairo, hizo ejecutar o exiliar a cristianos acusados de colaborar con los franceses, y les confiscó grandes cantidades de riquezas. Permaneció en El Cairo para enviar al emir al-hajj para comandar la caravana de peregrinos del Hajj a La Meca. Después de ordenar algunos de los asuntos de Egipto tras la retirada francesa, Kör Yusuf partió de Egipto hacia Siria. El 21 de abril de 1805, Kör Yusuf dimitió del cargo de gran visir y durante un tiempo permaneció recluido en su casa.

## Carrera política posterior
Kör Yusuf fue designado para un segundo mandato como gobernador de Trebisonda en marzo de 1807. En septiembre fue nombrado gobernador de los Eyalatos de Bagdad y Basora, y de Konya y Alepo en octubre. En 1808 fue nombrado gobernador de Erzurum por un segundo mandato y se le dio el puesto de alto rango de șark seraskeri (Comandante en Jefe de Oriente), haciéndolo responsable de todas las fuerzas militares otomanas en los eyalatos (provincias) de Diyarbekir, de Sivas, Trebisonda, Malatya, Marash, Chorum y Mosul. Kör Yusuf se desempeñó bien contra las fuerzas del Imperio ruso en Akhalkalaki.
Kör Yusuf fue designado por un segundo mandato como gran visir en 1809 durante el sultanato de Mahmud II. Durante su segundo mandato, dirigió los esfuerzos contra los rusos en el frente de Rumelia (Balcanes del sur) durante dos años. Fue despedido como gran visir el 10 de mayo de 1811. Fue nombrado gobernador del Sanjak de Chios en 1817, después de haber sido nombrado comandante del Sanjak de Eğriboz en 1815. Kör Yusuf murió en la isla de Chios en 1819 y fue enterrado en la tumba del jeque Ilyas en la isla, hoy parte de Grecia.